# Adiemus
Adiemus – projekt muzyczny tworzący w nurcie New Age, założony przez walijskiego kompozytora Karla Jenkinsa (niegdyś muzyka z Soft Machine) początkowo wraz z Miriam Stockley, zaś później z fińskim ensemble wokalnym znanym jako The Finnish Singers of Adiemus. Ideą projektu Adiemus jest połączenie muzyki etnicznej (z naciskiem na sekcje perkusyjne) z tradycją europejskiej muzyki poważnej.
W latach dziewięćdziesiątych (4 pierwsze płyty studyjne) wokalistkami projektu były: Miriam Stockley i Mary Carewe. Obecnie w skład projektu wchodzą: Pirjo Aittomäki, Mervi Hiltunen, Anna-Mari Kähärä, Merja Rajala, Säde Rissanen, Hanna-Riikka Siitonen, Mia Simanainen, Nina Tapio, Riikka Timonen.

## Dyskografia

### Albumy
- 1995 – Adiemus: Songs of Sanctuary
- 1997 – Adiemus II: Cantata Mundi
- 1998 – Adiemus III: Dances of Time
- 2000 – The Journey: The Best of Adiemus
- 2001 – Adiemus IV: The Eternal Knot
- 2002 – Live
- 2003 – The Essential
- 2003 – Adiemus V: Vocalise
- 2006 – The Essential Collection
- 2013 – Adiemus: Colores

### Single
- 1995 – Adiemus, Tintinnabulum, Kayama
- 1997 – Song of Tears, Cantilena.